# Thaise namen
In Thaise namen staat de familienaam (achternaam) achteraan en de persoonsnaam (voornaam) voorop.
Hierin wijkt de Thaise traditie af van die van bijvoorbeeld China, Korea, Vietnam en Cambodja. Het is echter gebruikelijk naar personen te verwijzen met hun voornaam. De meeste Thai hebben een bijnaam, de Thaise uitdrukking hiervoor is Chuu Len (Chuu = naam, Len = spelen). De echte naam en de bijnaam hoeven niet noodzakelijkerwijs met elkaar in verband te staan.
De bijnaam wordt meestal gegeven bij de geboorte of in de eerste jaren van iemands leven. Meestal door de ouders, maar ook soms door andere familieleden of vrienden en kennissen. De bijnaam kan allerlei betekenissen hebben en slaat vaak op vroege kenmerken van de persoon. Was iemand erg rood in zijn jonge jaren, dan kan hij/zij Daeng (rood) worden genoemd. Was iemand het eerste kind dan kan hij/zij neung (één) worden genoemd.
De bijnaam wordt meestal gebruikt in plaats van de formele naam in contact met vrienden, kennissen, familie of op het werk. Soms wordt dan ook het formelere khun (meneer, mevrouw, vriend) ervoor gebruikt.
Ook buitenlanders (farang) die langere tijd in Thailand verblijven, krijgen na verloop van tijd vaak een bijnaam opgelegd door hun directe omgeving.
familienaam · voornaam · antroponymie